# 고흥 발포만호성
고흥 발포만호성(高興 鉢浦萬戶城)은 대한민국 전라남도 고흥군 도화면에 있는 성곽이다. 1977년 10월 20일 전라남도의 기념물 제27호로 지정되었다.

## 개요
발포만호성은 전라남도 고흥군 도화면 발포리 성촌마을을 중심으로 있는 성으로, 만호(萬戶)란 조선시대 때 각 도의 여러 진(鎭)에 파견된 종 4품의 무관직을 말한다. 적의 침입을 막고자 해안선을 따라 성을 쌓았는데 그 모양이 사다리꼴을 이루고 있다.
『성종실록』의 기록에 의하면 발포만호는 조선 성종 21년(1490)에 쌓은 것으로, 둘레 1350척, 높이 13척이라 한다. 현재 성의 둘레는 560m, 높이는 4m이고, 서벽이 동벽보다 깊다. 동서남북 4벽이 거의 남아 있으나 동벽과 남벽은 민가의 담으로 이용되고 있다. 성 안에는 동헌과 객사 등의 관아 건물터가 남아있고, 배수로와 무기고의 터도 남아있다. 또 동문, 서문, 남문, 망루터도 확인된다.
발포만호는 조선 선조 13년(1580)에 충무공 이순신 장군이 만호(萬戶)로 부임하여 18개월간 재임하였던 곳으로, 여천선소 유적과 함께 임진왜란 때 좌수영 산하의 수군기지로 매우 중요한 역사적 배경을 안고 있다.

## 참고 자료
- 고흥 발포만호성 - 국가유산청 국가유산포털